# Нойкирх (Кёнигсбрюк)
Нойкирх (нем. Neukirch) — община в Германии, в земле Саксония. Подчиняется административному округу Дрезден. Входит в состав района Баутцен. Подчиняется управлению Кёнигсбрюк.  Население составляет 1712 человек (на 31 декабря 2012 года). Занимает площадь 39,49 км².
Коммуна Нойкирх была образована 1 марта 1994 года.

## Состав коммуны
Коммуна подразделяется на 5 сельских округов.
| Наименование | население (2011) |
| ------------ | ---------------- |
| Готтсдорф    | 259              |
| Коитцш       | 275              |
| Нойкирх      | 460              |
| Шморкау      | 485              |
| Вайсбах      | 274              |

## Достопримечательности
- Замок с музеем в деревне Шморкау
- Церковь Шморкау